# 计丁授田
计丁授田，后金及清朝初年在辽沈地区实行的一种土地分配制度。
后金天命六年（明熹宗天启元年，1621年），后金努尔哈赤率军队攻入辽阳，进入辽沈地区，土地扩大，人口增多。七月，努尔哈赤对田亩制度进行了改革，颁布了“计丁授田”令，下令以辽阳、海州等处闲废地“计丁授田”。下令将土地收归国有，重新分配土地，将辽东地区废弃及无主土地，按丁授与满、汉人户。
具体规定：将海州地方10万日（日即晌，一日所耕土地面积，约六亩）、辽阳地方20万日，共30万日土地给予八旗贵族、勋臣、驻扎该处的兵丁及其家属，余地分与汉民，以免间废。废除明代以户为单位的赋役制度，实行贫富均以丁计的赋役法。每一男丁得土地六日，其中五日种粮，一日种棉；每三男丁耕种官田一日，作为向国家纳税之用；每二十男丁中抽出二人，一人充兵役，另一人服差徭劳役。辽民一切人丁都须首报，清点编制，按丁承领无主田地，开垦种植。
八旗将吏及大户都占有大批丁壮，亦大量占有土地，普通百姓得地很少。把贫苦农民束缚在土地上，使满族贵族占有了大批田地，为以满洲贵族为首的满汉统治阶级的联合提供了物质条件。“计丁授田”与后金初期实行的“牛录屯田”相比有进步，对辽东经济发展有一定积极作用。